# Scott Waites
Scott Waites (Bradford, 17 februari 1977) is een Engels professioneel darter, die de toernooien van de WDF speelt. Waites is een tweevoudig BDO-wereldkampioen, eenvoudig winnaar van de Winmau World Masters, eenvoudig winnaar van de WDF World Cup, eenvoudig winnaar van de Zuiderduin Masters en de enige BDO-speler die ooit de Grand Slam of Darts wist te winnen, georganiseerd door de PDC.
In februari 2007 wist Waites het Dutch Open te winnen. In hetzelfde jaar won hij ook de Welsh Masters en haalde hij de finale van de Scottish Open. In 2007 nam hij ook deel aan de Grand Slam of Darts, een toernooi van de PDC. Na drie nederlagen, tegen Michael van Gerwen, Mervyn King en Roland Scholten, werd hij uitgeschakeld in de groepsfase.
In 2008 maakte Waites zijn debuut op Lakeside. In de kwartfinale verloor hij van Brian Woods. Later dat jaar plaatste hij zich voor de UK Open van de PDC en haalde hij de laatste 32. Op 12 juli won hij de BDO Gold Cup. In de finale won hij met 4–2 van Gary Anderson.
In 2009 werd hij op basis van zijn tweede plaats bij de World Masters van 2008 uitgenodigd voor de Grand Slam of Darts van de PDC, hier behaalde hij de finale. Hij verloor hier kansloos van Phil Taylor 2–16. Met de £50.000,- prijzengeld verdubbelde hij zijn totaal gewonnen prijzengeld ruimschoots.
In 2010 deed hij dit trucje nogmaals. Hij plaatste zich voor de Grand Slam of Darts 2010 en versloeg verrassend achtereenvolgens Raymond van Barneveld, Co Stompé en Steve Beaton om tot slot in de finale James Wade te verslaan (16–14). Nu ging hij er wel met de hoofdprijs van £100.000 vandoor. In 2011 won hij in Castlebar in Ierland de WDF World Cup bij de heren singles en ook won hij de Zuiderduin Masters.
Waites won in 2011 ook de Winmau World Masters-titel. Hij versloeg Dean Winstanley met 7–2 in sets. In 2013 volgde hij Christian Kist op als wereldkampioen darts bij de BDO, door in de Lakeside-finale Tony O'Shea te verslaan. Op 10 januari 2016 won hij dit toernooi voor de tweede maal door de Canadees Jeff Smith te verslaan.
In 2019 plaatste Waites zich voor de finale van de Lakeside. Hij verloor die finale van Glen Durrant met 3–7.
Waites haalde zijn tourkaart voor 2020/2021 van de PDC door op de UK Q-School van 2020 in een halve finale (19 januari) met 5–0 te winnen van Keane Barry. In 2024 verloor hij zijn toegang tot het professionele circuit. Zijn eerste toernooi op de Challenge Tour, het PDC-circuit voor spelers geen tourkaart wist te winnen op de voorgaande Q-School, won Waites in augustus 2025. In de finale van Challenge Tour 20 versloeg hij Michael Unterbuchner.

## Resultaten op wereldkampioenschappen

### BDO
- 2008: Kwartfinale (verloren van Brian Woods met 3–5)
- 2009: Kwartfinale (verloren van Darryl Fitton met 4–5)
- 2010: Kwartfinale (verloren van Martin Phillips met 4–5)
- 2011: Laatste 16 (verloren van Stephen Bunting met 2–4)
- 2012: Laatste 16 (verloren van Ted Hankey met 3–4)
- 2013: Winnaar (gewonnen in de finale van Tony O'Shea met 7–1)
- 2014: Laatste 32 (verloren van Alan Norris met 0–3)
- 2015: Laatste 16 (verloren van Ross Montgomery met 0–4)
- 2016: Winnaar (gewonnen in de finale van  Jeff Smith met 7–1)
- 2017: Kwartfinale (verloren van Danny Noppert met 3–5)
- 2018: Halve finale (verloren van Glen Durrant met 2–6)
- 2019: Runner-up (verloren van Glen Durrant met 3–7)
- 2020: Kwartfinale (verloren van Scott Mitchell met 4–5)

### WDF

#### World Cup
- 2009: Halve finale (verloren van Tony O'Shea met 3–6)
- 2011: Winnaar (gewonnen in de finale van Martin Adams met 7–3)
- 2013: Laatste 64 (verloren van Philip Carson met 1–4)

### PDC
- 2021: Laatste 64 (verloren van Nathan Aspinall met 2–3)